# 黃帶箭毒蛙
黄带箭毒蛙是箭毒蛙科箭毒蛙属的一种，体长3～4厘米，身体上带有明显的黄色条带，其体色及斑纹因分布地域不同而有显著区别，主要分布于南美洲的委内瑞拉南部，圭亚那、巴西和哥伦比亚等毗邻地区也有分布，生活于海拔50～800米的高湿热雨林地带，常会钻入林床落叶下躲藏。黄带箭毒蛙是所有箭毒蛙中，唯一在干季有夏眠习性的种类。